# Francesca Gagnon
Francesca Gagnon (nascida em 6 de agosto de 1957) é uma cantora teatral e uma atriz canadense conhecida pelo papel de cantora no espetáculo Alegría, do Cirque du Soleil. Participou da gravação do DVD do show como a cantora principal, "The White Singer" acompanhada por Ève Montpetit, que fazia seu altergo, como "The Black Singer".

## Discografia selecionada[1]
| Ano  | Título                      | Notas             |
| ---- | --------------------------- | ----------------- |
| 2010 | Meridiano                   | com Inti Illimani |
| 2005 | Hybride                     | -                 |
| 2004 | Le Best of Cirque Du Soleil | compilação        |
| 1999 | Au Dela Des Couleurs        | -                 |
| 1994 | Alegría                     | Cirque Du Soleil  |
| 1988 | Francesca                   | -                 |
| 1985 | Magie                       | -                 |

## References
1. ↑  «Francesca Gagnon» (em francês). Le Parolier. Consultado em 28 de outubro de 2007